# Olympus Stylus Tough 8000
Le Stylus Tough 8000 d'Olympus est un appareil photographique compact étanche et antichoc commercialisé à partir de janvier 2009.